# Macédonius II
 (août 2023).
Si vous disposez d'ouvrages ou d'articles de référence ou si vous connaissez des sites web de qualité traitant du thème abordé ici, merci de compléter l'article en donnant les références utiles à sa vérifiabilité et en les liant à la section « Notes et références ».
Macédonius II ou Makedonios II (en grec : Μακεδόνιος) fut patriarche de Constantinople de juillet 496 à août 511.

## Biographie
Neveu de l'ancien patriarche Gennade Ier, sacristain (σκευοφύλαξ) de la cathédrale Sainte-Sophie, il fut choisi comme successeur au patriarche Euphémius, déposé sous l'inculpation de trahison et exilé aux Euchaïta dans la province du Pont. Il dut au moment de son intronisation adhérer expressément à l'Hénotique, ce qui lui attira l'hostilité des partisans du concile de Chalcédoine, notamment les monastères des Acémètes, de Dius, de Bassien, et le monastère féminin de Matrone (dont la fondatrice, sainte Matrone, vivait toujours et se voyait attribuer de nombreux miracles). En plus du pape, le patriarche Élie Ier de Jérusalem refusa d'entrer en communion avec lui, car il n'acceptait pas l'éviction de son prédécesseur. Quelques mois après son avènement, il réunit un synode qui réaffirma solennellement la validité du concile de Chalcédoine ; cette démarche ne suffit ni à apaiser la papauté, ni à rallier les monastères opposants. De plus, refusant comme son prédécesseur de rendre à l'empereur Anastase la promesse qu'il avait signée avant son couronnement de ne rien changer à la foi et de maintenir le concile, il s'était aussi attiré d'emblée l'hostilité du souverain.
À partir de 508, l'empereur Anastase, depuis toujours de sensibilité monophysite, tomba sous l'influence du moine palestinien Sévère, chassé de son couvent de Maïouma par le patriarche Élie Ier et venu avec deux cents autres moines à Constantinople où il resta trois ans, et aussi de l'évêque Philoxène de Mabboug, chef du parti monophysite en Syrie du Nord. D'autres moines exaltés de la région d'Antioche arrivèrent bientôt dans la capitale, et la situation y devint tendue. Macédonius avait refusé de recevoir Philoxène invité dans la capitale par l'empereur, de même qu'il ne recevait pas les nonces du patriarche d'Alexandrie. Pressé de répudier le concile de Chalcédoine, il n'avait qu'une réponse : seul un nouveau concile œcuménique, avec le consentement du pape, pouvait prendre une telle décision. Le patriarche fut la cible d'un attentat commis par un certain Eucolus, qui essaya de le poignarder. L'empereur lui-même, se disant menacé, prit des précautions ostensibles.
Les moines de l'entourage de Sévère, admis dans la chapelle du palais, intercalèrent dans le Trisagion, en chantant la messe, la formule « qui fut crucifié pour nous » de Pierre le Foulon ; cet incident causa une grande émotion. Mais le lendemain, ils refirent la même chose dans la cathédrale Sainte-Sophie, provoquant un grand brouhaha, puis un commencement d'émeute dans les rues de la ville. Anastase prit peur, fit fermer les portes du palais et préparer des navires s'il fallait fuir. Macédonius fut convoqué au palais, où il n'était plus reçu depuis un certain temps. L'empereur lui fit signer un acte par lequel il réaffirmait son adhésion à l'Hénotique et déclarait s'en tenir aux deux premiers conciles œcuméniques, sans mentionner celui d'Éphèse ni celui de Chalcédoine. Le but de la manœuvre, atteint, était de brouiller le patriarche avec les moines chalcédoniens de la capitale.
Macédonius, ouvrant les yeux sur le faux pas qu'il avait commis, se rendit au monastère de Dalmatius et protesta solennellement de sa fidélité au concile de Chalcédoine. L'empereur envoya le maître des offices, Celer, réclamer au patriarche l'original des actes du concile. Macédonius refusa de le livrer, et pour plus de sûreté fit sceller le document dans l'autel de Sainte-Sophie. Mais l'économe de la cathédrale, nommé Calopode, le vola et le porta au palais.
L'empereur avait résolu de déposer une fois encore le patriarche. On interdit aux moines chalcédoniens, notamment aux Acémètes, l'accès de la ville, on s'assura des troupes par des largesses et des serments, on gagna ou on corrompit le clergé, on organisa une campagne de calomnies contre le patriarche et on l'attaqua même en justice pour pédérastie. Finalement, le 6 ou le 11 août 511, un synode réuni à cet effet le déposa. Le lendemain, le parti vainqueur envahit Sainte-Sophie et y célébra la liturgie. La nuit suivante, Macédonius franchit le Bosphore et fut conduit dans le même lieu d'exil que son prédécesseur : les Euchaïta dans la province du Pont.
En 513, le général Vitalien, qui était le neveu de Macédonius, le fils de sa sœur, se révolta pour exiger son rétablissement. En 515, le pape Hormisdas déclara que sa déposition était illégale. Mais rien n'y fit : Macédonius mourut en exil vers 517, à Gangres où on avait dû le déplacer à cause d'une invasion des Huns.